# Indóház (folyóirat)
Az Indóház egy magyar vasúti magazin, mely kéthavonta (korábban havonta) jelenik meg. Első száma 2005-ben került kiadásra. A kiadó iho.hu címmel weboldalt is üzemeltet, amely egyéb közlekedési eszközökkel (autóbusz, repülőgép, hajó stb.) is foglalkozik. Az Indóház kiadója az évek során számos más kiadványt is piacra dobott (az első ilyen a Magyarország mozdonyai című könyv volt), az olvasmányok mellett bögréket, naptárakat, kulcstartókat, ruházati termékeket és egyéb ajándéktárgyakat is forgalmaznak. Az újság szerkesztőségéhez köthető a Székely Gyors illetve Csíksomlyó Expressz névre hallgató különvonatok kitalálása és a szervezőmunkában való közreműködés.
2006 és 2018 között negyedévente jelent meg az Indóház Extra, mely rendre egy adott témakört tárgyalt ki, nagy részletességgel.
Korábban minden évben 11 szám jelent meg, az év végi december-januári lap összevont (dupla) szám volt. Az újságolvasási szokások átalakulása, valamint az újságárusító helyek 2013 (az ún. trafiktörvény) utáni drasztikus lecsökkenése miatt a lap kiadása a korábbi formában veszteségessé vált, ezért áttértek az állandó kéthavi megjelenésre.

## Áttekintés
Minden egyes lapszám főszerkesztői expozéval indul. Ezután rövid, képes hírösszefoglaló következik a hazai és esetenként a nemzetközi vasúthálózaton történtekről. A lap legterjedelmesebb része a nagyvasúttal összefüggésben írt cikkek: típusismertetők, vasútvonalak bemutatása, történeti áttekintés, szakcikkek stb. Ezt követi a kisvasutakkal, majd a villamosvasutakkal kapcsolatos rész. A lap végén a modellezés szerelmeseinek kedveznek a legfrissebb vasútmodellek bemutatásával.

## Különszámok (Indóház Extra)
2006 és 2018 között negyedévente jelent meg a lap, mely egy-egy témakört járt körül meglehetős alapossággal. Az első lapszámok még lefűzhető kivitelű tűzőkapoccsal jelentek meg, később ezt elhagyták, de a havilappal szemben (mely ragasztott kötésű volt) mindvégig tűzőkapcsos maradt.
| Lapszám                      | Lapszám címe                      | Témakör                                           |
| ---------------------------- | --------------------------------- | ------------------------------------------------- |
| 2006. ősz                    | A Púpos 40 éve                    | MÁV M40 sorozatú dízelmozdony                     |
| 2007. tél                    | Száll a 424-es!                   | MÁV 424 sorozatú gőzmozdony                       |
| 2007. tavasz                 | Motorra magyar!                   | Motorkocsik és motorvonatok a mellékvonalakon     |
| 2007. nyár                   | Páneurópa vasútja                 | A nagysebességű vasúti közlekedés                 |
| 2007. ősz                    | Azok a '90-es évek!               | A magyar vasút 1990 és 2000 között                |
| 2008. tél                    | Kandó öröksége                    | A villamos vontatás                               |
| 2008. tavasz                 | Sínen a javak                     | A kombinált fuvarozás                             |
| 2008. nyár                   | Az olajkirály                     | MÁV M63 sorozatú dízelmozdony                     |
| 2008. ősz                    | Csillagos ötös                    | Az MDmotok története                              |
| 2009. tavasz                 | Helyes a bőgés, Oroszlán          | A MÁV V41 sorozat és a MÁV V42 sorozat története  |
| 2009. nyár                   | Mozdonyok kiküldetésben           | Magyar mozdonyok külföldön                        |
| 2009. ősz                    | Egyszer volt vasutak              | Megszűnt kisvasutak története                     |
| 2010. tél                    | Pannon Prairie-k                  | A MÁV 324 sorozat és a MÁV 375 sorozat története  |
| 2010. tavasz                 | Helyi motoros                     | A BCmot                                           |
| 2010. nyár 2010. ősz 2011/1. | A dízelmindenes (1-3. rész)       | A MÁV M41 sorozat története                       |
| 2011/2.                      | 80-as évek: túl a csúcson         | A magyar vasút az 1980-as években                 |
| 2011/3.                      | Dácsiák a síneken                 | A MÁV M47 sorozat története                       |
| 2012/1.                      | A koncepció terhe és utóélete     | Az 1968-as közlekedéspolitikai koncepció          |
| 2012/2.                      | 125 éves a magyarországi villamos | Budapest és Magyarország villamos-története       |
| 2012/3.                      | Muki, Zetor, Gokart, és a többiek | MÁV M28 sorozat, MÁV M31 sorozat, MÁV M32 sorozat |
| 2013/1.                      | Kis Piros, a mellékvonali iparos  | A Bzmot sorozat                                   |
| 2013/2.                      | Király és királynő                | MÁV 301 sorozat és a MÁV 327 sorozat              |
| 2013/3.                      | Kompország vonatai                | Nemzetközi vasúti forgalom 1945-2010              |
| 2013/4.                      | Pálya és vasút 1.                 | Vasútépítés múltja                                |
| 2014/1.                      | Pálya és vasút 2.                 | Vasútépítés jelene                                |
| 2014/2.                      | Magánvasutak hőskora              | Magyar magánvasúttársaságok a dualizmus alatt     |
| 2014/3-4.                    | Azok az ötvenes évek              | A magyar vasút az 1950-as években                 |
| 2015/1.                      | Mai magánvasutak                  | Magyar magánvasúttársaságok jelene                |
| 2015/2. 2015/3.              | A NOHAB (1-2. rész)               | MÁV M61 sorozat                                   |
| 2016/1.                      | Drót alatt                        | Korszerű villamosmozdonyok                        |
| 2016/2. 2016/3. 2017/1.      | A Szergej (1-3. rész)             | MÁV M62 sorozat                                   |
| 2017/2. 2017/3.              | A Gigant (1-2. rész)              | MÁV V63 sorozat                                   |
| 2018/1.                      | A Bobó                            | MÁV M44 sorozat                                   |

## Kupé
2008-ban az Indóház elindította a Magyar Televízióval együtt a Kupé című televíziós magazinját, amely aztán a Duna TV-n folytatódott. A műsor 3 évadot élt meg összesen. Az 1-2 évad 10, a 3. évad 5 részes volt.

## Indóház könyvek
Az Indóház könyvkiadót is működtet Indóház Lap- és Könyvkiadó néven, amely a következő közlekedéstörténeti könyveket, nagy méretű fényképalbumokat jelentette meg:
| Cím                                                                                             | Kiadás helye | Kiadás éve | Oldalszám | ISBN-szám              |
| ----------------------------------------------------------------------------------------------- | ------------ | ---------- | --------- | ---------------------- |
| Magyarország mozdonyai                                                                          | Budapest     | 2007       | 272       | ISBN 978-963-06-3174-7 |
| Erdélyi vasút – Székely gyors                                                                   | Budapest     | 2008       | 258       | ISBN 978-963-881-450-0 |
| Volt egyszer egy vasút... Képes história I.                                                     | Budapest     | 2009       | 300       | ISBN 978-963-88145-1-7 |
| Dízelmozdonyok Magyarországról                                                                  | Budapest     | 2011       | 251       | ISBN 9789638814531     |
| Ganz – vasúti járművek 1920-tól 1959-ig                                                         | Budapest     | 2013       | 406       | ISBN 9789638814548     |
| Sínek java – Válogatás Vörös Attila vasútfotóiból – Válogatás Vörös Attila vasútfotóiból        | Budapest     | 2014       | 260       | ISBN 9781234567897     |
| Ganz – vasúti járművek 1868–1919 – A kezdetektől az első világháború végéig                     | Budapest     | 2015       | 446       | ISBN 9789638814562     |
| Ganz vállalatok vasútijármű-gyártása az 1980-as évektől napjainkig                              | Budapest     | 2018       | 416       | ISBN 9789638814586     |
| Volt egyszer egy vasút... II. A Magyar Államvasutak történetének 150 éves története             | Budapest     | 2018       | 339       | ISBN 9789638814579     |
| 100 év a patakok völgyében: a Lillafüredi Állami Erdei Vasút története a kezdetektől napjainkig | Budapest     | 2022       | 384       | ISBN 9786156561008     |
| Nagy Nohab-könyv                                                                                | Budapest     | 2023       | 334       | ISBN 9786156561015     |
| A nagy V – Villamos mozdonyok Magyarországról                                                   | Budapest     | 2024       | 292       | ISBN 9786156561022     |